# The Letter (film, 1929)
Pour les articles homonymes, voir The Letter.
Pour plus de détails, voir Fiche technique et Distribution.
The Letter est un film américain réalisé par Jean de Limur, sorti en 1929.

## Fiche technique
- Titre : The Letter
- Réalisation : Jean de Limur
- Scénario : Garrett Fort, Jean de Limur et Monta Bell d'après la pièce de William Somerset Maugham
- Production : Monta Bell
- Société de production : Paramount Pictures
- Photographie : George J. Folsey
- Montage : Monta Bell et Jean de Limur
- Pays de production : États-Unis
- Format : Noir et blanc - 35 mm - 1,20:1 - Son : Mono (Western Electric Sound System)
- Genre : Drame
- Durée : 65 minutes
- Date de sortie : 1929

## Distribution
- Jeanne Eagels : Leslie Crosbie
- O. P. Heggie : Joyce
- Reginald Owen : Robert Crosbie
- Herbert Marshall : Geoffrey Hammond

## Récompenses
- National Board of Review: Top Ten Films 1929

L'actrice principale Jeanne Eagels, qui est morte quelques mois après la fin du tournage, a été nommée de façon posthume pour l'Oscar de la meilleure actrice en 1929 de façon non officielle.